# Estádio do Varzim Sport Club
O Estádio do Varzim Sport Club é um estádio localizado na cidade portuguesa da Póvoa de Varzim. Com uma lotação de 7 280 espectadores. Recebe os jogos caseiros do Varzim Sport Club.

## História
O Varzim Sport Club foi criado no dia de natal de 1915, sob o nome Varzim Foot-Ball Club. O primeiro campo de jogos do Varzim Sport Club localizava-se no Largo Cego do Maio, no Centro da Póvoa de Varzim. O atual equipamento foi adotado em 1918.

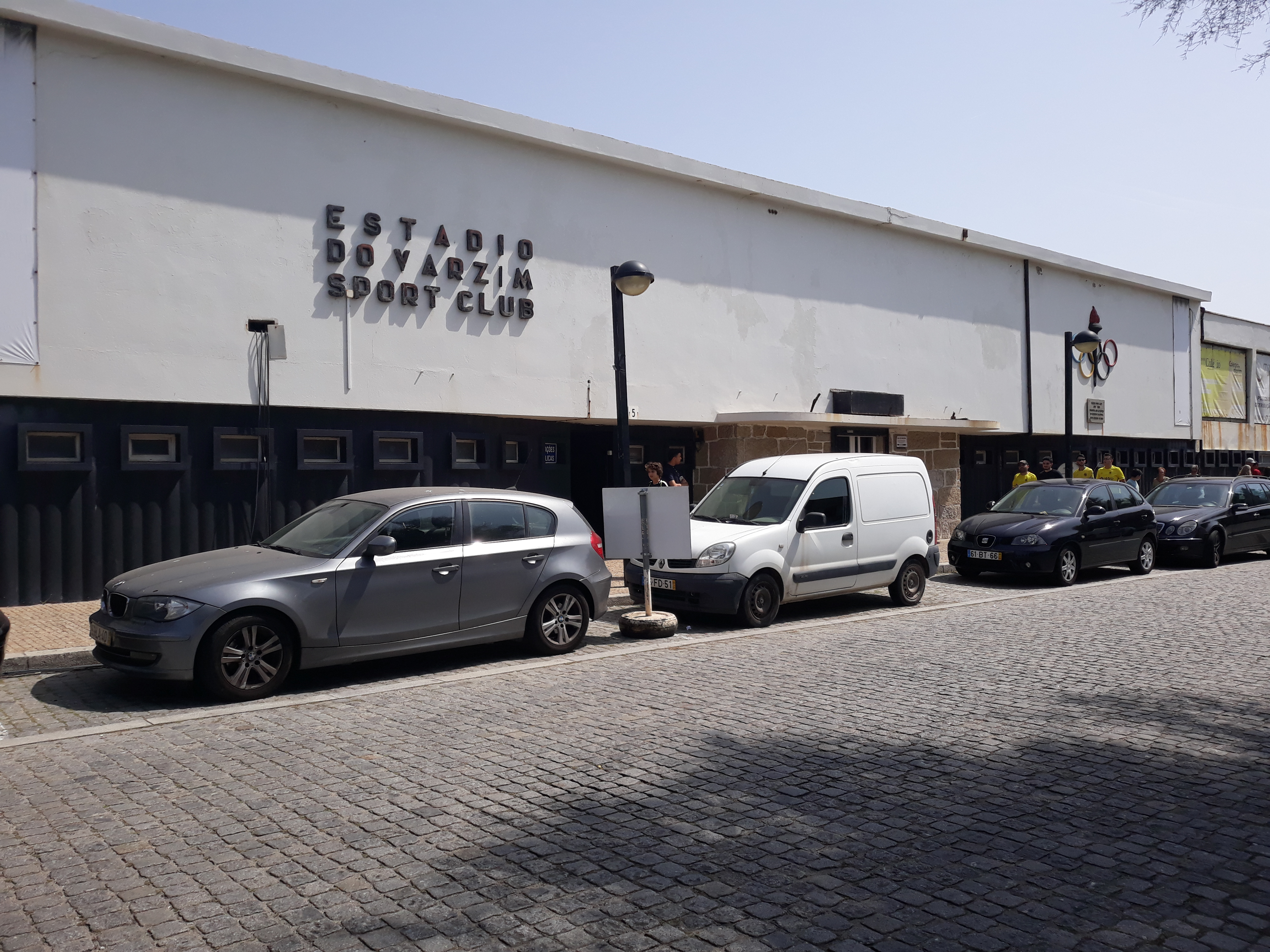
Exterior do estádio do Varzim

Em 1929, o clube contrai um empréstimo para a compra de um terreno próprio para nele ser implantado o seu campo de futebol e posterior construção desses terrenos no Alto de Martim Vaz, zona de expansão da Póvoa de Varzim, na altura, mas esta compra só se dá em 1932. O Estádio do Varzim Sport Club, enquanto campo de futebol, é inaugurado a 13 de Setembro de 1932. Na altura, o clube jogava num campo junto à Basílica Coração de Jesus.
Em 1945 foi construída a primeira bancada central no campo de jogos. E a partir desta altura o recinto vai sendo constantemente expandido conforme o Varzim crescia.
Em 1964, a execução da obra do denominado “Superior”, hoje bancada nascente, foi difícil. Foram cedidas pela empresa adjudicatária das obras do Porto de Abrigo, pedras enormes que permitiram a construção dos degraus.
Em agosto de 1982, é iniciada a ampliação com mais 12 degraus da bancada do topo norte, onde, em 1987 viria a levar uma cobertura e era finalizada a construção da bancada do topo sul. Contudo, essa mesma cobertura teve de ser removida, em 2022, por falta das condições de segurança para os adeptos, resultando na sua interdição na temporada de 2021/22.

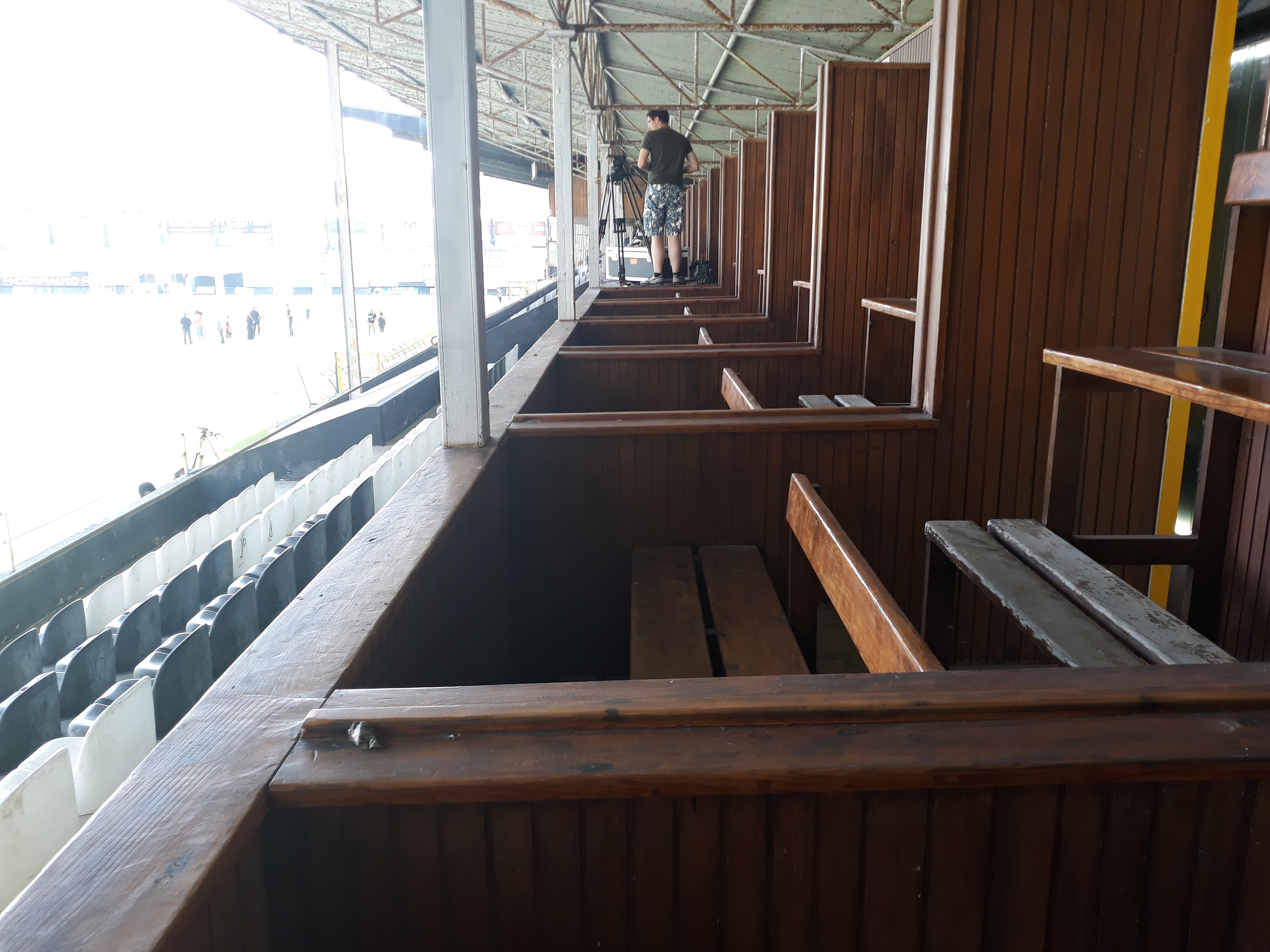
Históricos camarotes de madeira no estádio do Varzim Sport Club

## Novo estádio
O Varzim Estádio foi um projeto para um novo estádio para o Varzim, localizado no Parque da Cidade entre a Avenida 25 de Abril e Avenida do Mar. Para aceder ao novo estádio planeia-se um conjunto de vias, nomeadamente a expansão norte da Avenida 25 de Abril, pelo Parque da Cidade.
O projeto para o novo estádio do Varzim surgiu com a necessidade de um novo estádio para o clube. Outro motivo eram os problemas financeiros do clube e o interesse das imobiliárias pelo terreno em que se encontra o estádio, uma zona balnear nobre da Póvoa de Varzim. O projeto foi conquistado pelo consórcio luso-espanhol Dico Dulimar Construções (DDC) por 29 milhões de euros em que se incluía a construção de um novo estádio pela empresa, que no entanto com os problemas no sector imobiliário na Península Ibérica, teve que vender o projeto ao Grupo Hagen, empresa posteriormente integrada no Fundo Vallis, que mantem o projeto parado.
O projeto foi da autoria da An-Arquitectos, Engicraft, Marobal, Land Design e Eye Design, empresas do universo Focus Group.
A implementação do projeto provou-se complexa, dado que se teve de alterar a área do antigo estádio do Varzim, marcada no Plano de Urbanização como sendo de equipamentos desportivos, a aprovação de um plano de pormenor para a zona do antigo estádio e a adaptação do estádio ao projeto do Parque da Cidade.
Após sucessivos adiamentos, o projeto foi posto de parte, tendo os sócios varzinistas aprovado em Março de 2018 a remodelação do atual estádio e a construção de um centro de estágios no Parque da Cidade da Póvoa de Varzim.